# Oliviero Fabiani
Oliviero Fabiani, född 13 juli 1990, är en italiensk rugby union-spelare. Hans position är hooker och han spelar för Zebre Rugby i Parma i Italien. 